# Impasse de la Gaîté
L'impasse de la Gaîté est une voie située dans le quartier du Montparnasse du 14e arrondissement de Paris.

## Situation et accès
L'impasse de la Gaîté est desservie par la ligne 6 à la station Edgar Quinet.

## Origine du nom
Elle tire son nom à son débouché sur la rue de la Gaîté, qui doit son nom en souvenir que cette rue était voisine de l'ancienne barrière d'octroi, autrefois bordée de divers bals, guinguettes, théâtres… et où la gaité, la joie régnaient.

## Historique
L'impasse de la Gaîté est ouverte au Petit-Montrouge, territoire de la commune de Montrouge, annexé par la Ville de Paris en vertu de la loi du 16 juin 1859, dite loi Riché, effective en 1860.